# Superhik
Superhik (tal. Superciuk), pravim imenom Ezekijel Bluff, glavni je i jedan od najpoznatijih negativaca talijanskog stripa "Alan Ford". On je čista suprotnost Robina Hooda, jer krade od siromašnih da bi dao bogatima. Prvi se put pojavio u epizodi "Superhik" koja je izdana u kolovozu 1971. i postao je jedan od najprepoznatljivijih likova u stripu.

## Životopis
Ezekijel Bluff rođen je u siromašnoj obitelji čistača. Još dok je bio beba majka mu je prorekla blistavu budućnost rekavši: "Bit će ti otvoren put u svijet, sine moj, hik". Kad je postao dječak, otac ga je poučio poslu kojeg će kasnije raditi, a uskoro ga je imenovao "smetlarskim šegrtom". Nekoliko godina kasnije otac ga je odveo u Gradsku čistoću gdje je bez problema dobio posao. Čisteći ulice, uvidio je razliku između običnih, siromašnih ljudi i bogataša. Obični ljudi uvijek bi prljali ulice koje bi on počistio i bacali otpatke gdje god bi stigli, dok bi bogataši bacali otpatke u kante, kako i treba. Od tog trenutka Ezekijel postaje naklonjen bogatašima. U jednom trenutku Vrhovni smetlar ga je pozvao k sebi i priopćio mu da su njegovi roditelji poginuli na dužnosti dok su "mrtvi pijani" čistili ulicu. Ostali smetlari su odlučili skupiti malo novca i kupili su mu kolibu u blizini rijeke Hudson da živi u njoj.
Jednog dana, kada je već bio odrastao, bio je umoran nakon napornog rada i odlučio je da se malo odmori u blizini tvornice vina. U tvornici se odvijao opasan pokus i dogodila se eksplozija, a svo vino iz tvornice se prolilo i izletjelo vani, zahvaćajući i Ezekijela, koji je nekim čudom ostao živ. U blizini je bio policajac koji je pitao Ezekijela što se dogodilo i zašto se osjeća takav smrad. Ezekijel mu je odgovorio da osjeća grozan okus u ustima i zamolio ga da pomiriše i kaže osjeća li se jako, a policajac je od smrada pao na tlo. Ezekijel odlučuje tu moć iskoristiti, ali prije toga morao se prerušiti kako ga netko ne bi prepoznao. Otišao je do svoje kuće i uzeo majčin steznik, očeve tenisice, masku za lice i ogrtač na kojem će biti njegov amblem, demižonka. Nakon toga odlučio si je dati ime kakvo ima svaki superjunak, pa se nazvao Superhik. Odlazi na roditeljski grob s vrećom smeća, koja predstavlja uspomenu na njegovu smetlarsku dušu, i zaklinje se da će se boriti protiv prljavih ulica. Tada je započela njegova "borba protiv siromašnih" uz slogan: Kradem od siromašnih da bi dao bogatima! Svoju odluku objašnjava ovim riječima:
Superhik će se često pojavljivati u kasnijim epizodama. Neko vrijeme će krasti od siromašnih da bi dao bogatima, pa će početi krasti od bogatih da bi dao siromašnima, da bi na kraju, na prijedlog Sir Olivera, počeo krasti za sebe i svoju dobrobit. Njegova vječna ljubav postat će gangsterica Beppa Joseph, a njegov vječni neprijatelj Grupa TNT, s kojom vječno ratuje. Jednom prilikom se bio oženio za Beppu, pa je pobjegao od nje kad ga je počela ponižavati i davati novac mladićima. Drugom prilikom upao je u ralje morskog psa iz Hudsona, pa je u New Yorku zavladao šok jer se pojavio "morski pas koji govori". U kasnijim epizodama spasio ga je siromašni bračni par, Berta i Berto, pa je živio kod njih i pomagao im, jer su njegovu staru kolibu srušili i na njezinom mjestu sagradili goleme nebodere. Bez obzira na sve, neprijateljstvo Superhika i Grupe TNT, a pogotovo Broja 1, ostat će vječno ne samo u epizodama Alana Forda, nego i u povijesti stripa uopće.

## Sposobnosti i vještine
Kao najveći neprijatelj Grupe TNT, Superhik je vrlo opasan zločinac. Pomoću pokvarenog vina može zadobiti smrtonosni zadah koji može oboriti svakoga na zemlju i onesvijestiti ga, osim ako neprijatelj ne nosi plinsku masku na glavi. U kasnijim epizodama tu mu sposobnost više ne daje vino, nego križanac rajčice i bijelog luka, koji rastu u vrtu Berta i Berte. Ubojitu moć njegovog zadaha drastično oslabljuje šećer, zbog čega nije mogao omamljivati druge nakon što je pojeo kolač, a svoje zle planove morao je odgoditi na godinu dana kad je doznao da blizu rajčice raste šećerna trska. Pomoću svog zadaha može napuniti balon i letjeti u njemu. Posjeduje i veliku fizičku snagu, zbog čega je opasan protivnik u borbi i bez zadaha.

## Utjecaj
Superhik je postao iznimno popularan lik čim se pojavio: 26. epizoda "Superhik", u kojoj se on premijerno pojavio, izdana je u više od 100.000 primjeraka, što je spasilo strip od ukidanja. Snimljen je i kratki animirani film, "Grupa TNT protiv Superhika", u kojoj je on glavni negativac.

## Pojavljivanja
26. Superhik

27. Superhik: Alkohol prijeti

28. Superhik: Razbijena boca

51. Povratak Superhika

52. Superhikov veliki pothvat

74. Superhik opet napada

75. Odlazak Superhika

87. Odluka u pravi čas
88. Beppa Joseph se vraća
117. Opet živi Superhik
118. Kap vina previše
119. Ralje
143. Novi Superhik
144. Smrtonosni zadah
145. Neprijatelj broj 1
171. Superhikčina
225. I opet Superhik
226. Finale iznenađenja
291. Superhik ponovno među vama
292. Stranka pijančevanja
315. Morganin zatočenik
316. Superhik ponovno osvaja
317. Osveta u dimu
496. Tri kapi Superhika
519. Odmor među oblacima